# Poli Genowa
Poli Płamenowa Genowa (bułg. Поли Пламенова Генова, ur. 10 lutego 1987 w Sofii) – bułgarska piosenkarka. Dwukrotna reprezentantka Bułgarii w Konkursie Piosenki Eurowizji (2011, 2016).

## Życiorys
Zaczynała naukę śpiewu w wieku czterech lat. Pierwsze kroki na scenie muzycznej stawiała w popularnym, dziecięcym zespole muzycznym z Narodowego Pałacu Dziecięcego. W wieku ośmiu lat dołączyła do zespołu Bon-Bon, z którym otrzymała nagrodę specjalną od bułgarskiej telewizji w konkursie piosenki Złoty Orfeusz, a w 1997 wzięła udział w międzynarodowym festiwalu Słowiański Bazar, który wygrali. Przez sześć lat prowadziła telewizyjny program dla dzieci, również nazwany Bon-Bon. W tym samym czasie zaczęła śpiewać razem ze znanymi bułgarskimi artystami, m.in. Georgiem Christowem, Jordanką Christową i Neli Rangełową

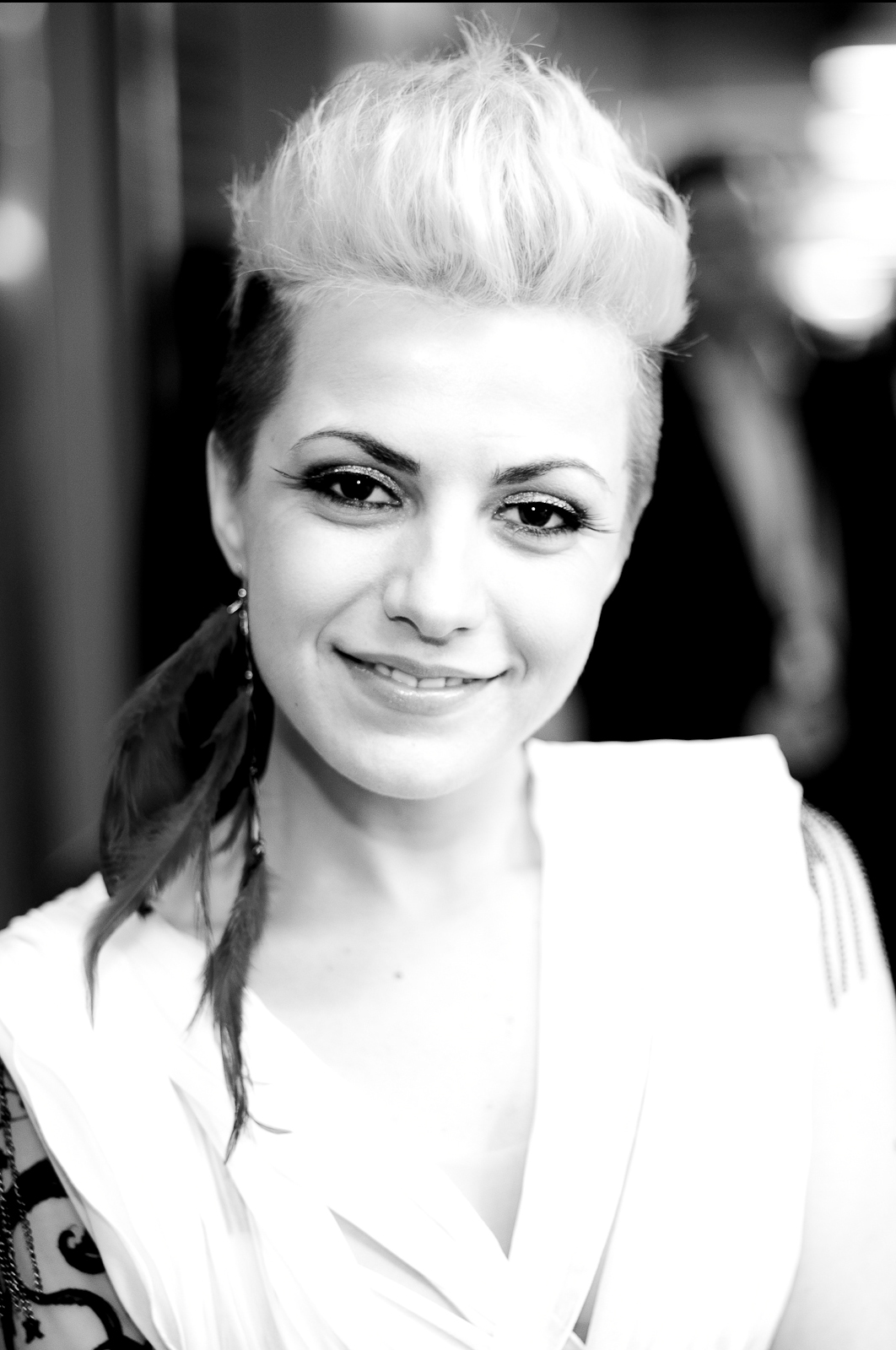
Genowa (2011)

W 2005 i 2006 brała udział w krajowych eliminacjach do Konkursu Piosenki Eurowizji jako członkini zespołu Melody (z utworem „Otkrij me sega” w 2005) i Melody Traffic (z „Love That You Can’t See” w 2006). W 2010 występowała jako członkini orkiestry Dani Milewa grającej w pierwszej edycji programu bTV Dancing Stars, będącego bułgarską wersją formatu Dancing with the Stars. Po zakończeniu sezonu odrzuciła propozycję objęcia funkcji asystenta producenta programu z powodu wcześniej zaplanowanych przedsięwzięć.
W maju 2011, reprezentując Bułgarię z utworem „Na inat”, zajęła 12. miejsce w półfinale 56. Konkursie Piosenki Eurowizji w Düsseldorfie. W listopadzie 2011 została jurorką bułgarskiej wersji programu The X Factor. 21 listopada 2015 poprowadziła 13. Konkurs Piosenki Eurowizji Junior w Sofii. W maju 2016, reprezentując Bułgarię z utworem „If Love Was a Crime”, zajęła czwarte miejsce w finale 61. Konkursu Piosenki Eurowizji w Sztokholmie. Wiosną 2017 i 2018 była trenerką w czwartej i piątej edycji programu The Voice of Bulgaria. W 2023 współprowadziła koncert Polish Eurovision Party w Warszawie.